# Nodaria angulata
Nodaria angulata là một loài bướm đêm trong họ Noctuidae.